# Plectreurys nahuana
Plectreurys nahuana is een spinnensoort uit de familie Plectreuridae. De soort komt voor in Mexico.